# Jouko Parviainen
Jouko Antero Parviainen, né le 4 mars 1958 à Kuopio, est un coureur finlandais du combiné nordique.

## Biographie
Il a terminé septième à l'épreuve par équipes (3 x 10 km) aux Jeux olympiques d’hiver de 1988 à Calgary. 
La meilleure performance de Parviainen est une quatrième place, lors d'une épreuve individuelle de 15 km ouvrant la Coupe du monde à Canmore (Canada), le 13 décembre 1986.

## Palmarès

### Jeux olympiques
| Épreuve / Édition | Calgary 1988 |
| Individuel        | 33e          |
| Par équipes       | 7e           |

### Coupe du monde
- Meilleur classement général : 15e en 1986.
- Meilleur résultat individuel : 4e.